# Svea Kågemark
Svea Virginia Kågemark (Stoccolma, 28 dicembre 1999) è una cantautrice svedese.
Nota semplicemente come SVEA, nasce a Stoccolma da padre svedese e madre greca e cresce nel quartiere di Hammarby Sjöstad. La sua carriera comincia l’8 giugno 2018 quando esce la sua prima canzone “Don’t mind me”, lo stesso giorno in cui si diploma al liceo musicale "Rytmus Musikgymnasium" ed entra nella playlist Spotify Viral in Svezia. Fece notizia e scalpore perché il testo tratta di una giovane donna che gioisce della propria sessualità. L’anno seguente esce il suo primo EP con 7 canzoni intitolato "This is" che si fa notare a livello internazionale. Nel gennaio 2019 esce il singolo "Complicated" in collaborazione con l'artista danese Alexander Oscar. "Complicated" arriva al 16º posto tra le canzoni più ascoltate su Spotify in Danimarca ed ottiene il disco d’oro nello stesso Paese, in cui si esibisce ad X Factor. Il 15 giugno SVEA partecipa a “Brilliant Minds 2019”, una conferenza internazionale organizzata dal fondatore di Spotify Daniel Ek e dal suo manager Ash Pournouri. All’evento partecipano anche personalità di spicco come Barack Obama, Greta Thunberg e Naomi Campbell.